# اثنان ضد العالم (فلم 1932)
اثنان ضد العالم هو فيلم درامي أمريكي صدر عام 1932 قبل قانون العقوبات، من إخراج آرشي مايو وبطولة كونستانس بينيت ونيل هاميلتون وهيلين فينسون. تلعب بينيت دور امرأة تحاول جاهدة إبعاد أختها وشقيقها عن المتاعب. الفيلم مقتبس من مسرحية مجموعة خطيرة من تأليف ماريون ديكس وجيري هوروين. تم إنتاجه وتوزيعه بواسطة شركة وارنر براذرز. الفيلم بالإضافة إلى بلا خجل (1932)، مقتبس من جريمة قتل ارتكبها إيدي ألين في مجتمع فيلادلفيا، والذي قتل فرانسيس دونالدسون الثالث في "جريمة شرف". حقق الفيلم نجاحًا كبيرًا في شباك التذاكر، حيث حقق 562000 دولار أمريكي كأرباح للاستوديو.
تتم الدعوة إلى اجتماع لعائلة هاملتون ردًا على دعوى قضائية رفعتها السيدة بولانسكي، أرملة رجل قُتل أثناء عمله لدى العائلة. يجب على امرأة من المجتمع الراقي أن تشهد في محاكمة جريمة قتل يحاكمها فيها خطيبها.

## روابط خارجية
- اثنان ضد العالم  في قاعدة بيانات الأفلام على الإنترنت (بالإنجليزية)
- اثنان ضد العالم (فلم 1932) في قاعدة بيانات تيرنر كلاسيك موفيز للأفلام.
- اثنان ضد العالم على موقع أول موفي.